# Golden Axe II
Golden Axe II (ゴールデンアックス II?, Gooruden Akkusu Tsū) è un videogioco prodotto dalla SEGA nel 1991 di genere picchiaduro a scorrimento, sottogenere hack 'n slash ("affetta e lacera"), data la presenza praticamente costante di armi da taglio o comunque bianche nelle mani di protagonisti e nemici. Passato esclusivamente per console e non come gioco arcade, è il seguito del popolare Golden Axe, di cui costituisce il secondo capitolo; il seguito arcade fu invece Golden Axe: The Revenge of Death Adder (1992).
Ambientazione e spirito di gioco sono direttamente ripresi dal videogioco capostipite e rimangono tipicamente fantasy sempre sul genere iniziato da storie come quelle di Conan il barbaro.

## Trama
I tre eroi di Golden Axe, Ax Battler, Tyris Falre e Gilius Thunderhead, tornano in questo capitolo per sconfiggere una nuova minaccia che sta prendendo possesso del mondo intero. Il malvagio Dark Guld, infatti, è riuscito a impossessarsi della Scure Dorata (Golden Axe) e grazie a questa, e a un nutrito esercito di soldati e mostri di vario genere, vuole soddisfare la propria sete di conquista.
Toccherà ad Ax, Tyris e Gilius battere il nuovo tiranno e le sue truppe, per riportare la pace nel mondo grazie alla mitica Scure.

## Modalità di gioco
Come nel precedente capitolo, il gioco è composto da due modalità, Arcade (il modo normale) e Duel (i duelli). Con la prima si inizia la modalità di svolgimento della storia, con la quale il giocatore (o i due giocatori) devono attraversare tutti i livelli per finire il gioco. Il gioco prevede in tutto 7 livelli, di cui 6 a scorrimento e il livello finale su un'arena fissa. Ma se si inizia l'avventura con il livello di difficoltà facile il gioco viene interrotto alla fine del quinto livello e una didascalia in sovraimpressione invita il/i giocatore/i a ricominciare il gioco aumentando il livello di difficoltà. La seconda modalità di gioco mette il giocatore di fronte a uno o più avversari in singoli duelli. Per finire questa modalità il giocatore deve vincere tutti i duelli proposti. In caso di due giocatori in questa modalità, l'incontro avviene uno contro l'altro.
I maggiori cambiamenti ai controlli sono stati effettuati nelle mosse: schiacciando contemporaneamente attacco e salto non si ottiene un retroattacco come in Golden Axe, ma un doppio attacco su entrambi i fronti; una volta effettuata la presa dell'avversario è possibile decidere in quale direzione scagliarlo; il sistema di attivazione della magia è dinamico e prevede la possibilità di scegliere il livello di magia da scagliare (tra quelli disponibili al momento) tenendo premuto il pulsante magia fino al livello desiderato, permettendo così al giocatore di preservare parte delle proprie risorse magiche.

## Personaggi
I 3 personaggi selezionabili sono rimasti quelli originali e presentano poche differenze in quanto a giocabilità, minime in quanto a grafica.
- Ax Battler, il barbaro, è come sempre il personaggio più bilanciato a livello di caratteristiche. È armato con uno spadone a due mani e la sua magia, in questo capitolo, è quella del vento (4 livelli di potenza).
- Tyris Flare, l'amazzone, possiede la magia del fuoco, la più potente (7 livelli), ma è meno forte negli scontri corpo a corpo, avendo la sua spada bastarda un raggio d'azione più limitato.
- Gilius Thunderhead, il nano, è il personaggio più forte, armato di una vigorosa scure bipenne. La sua magia della terra è però quella più limitata, possedendo solo 3 livelli di potenza.